# Phase by Phase: A Retrospective '76 - '81
Phase by Phase: A Retrospective '76 - '81 è una raccolta postuma di brani di Peter Baumann, pubblicata nel 1996 dalla Virgin. La raccolta contiene brani estratti dai primi tre album di Baumann (Romance '76, Trans Harmonic Nights e Repeat Repeat) ed è stata pubblicata senza il consenso del musicista. Si tratta dell'unica registrazione di Baumann solista ad oggi disponibile su CD, benché difficile da trovare.

## Tracce
Testi e musiche di Peter Baumann (tranne dove indicato).
1. Repeat Repeat – 3:47
2. Daytime Logic – 2:54 (Baumann/C. Bohn)
3. This Day – 5:14
4. Meridian Moorland – 3:30
5. Meadow of Infinity - Part 1 – 3:51
6. Meadow of Infinity - Part 2 – 6:48
7. Romance – 6:04
8. Home Sweet Home – 3:47
9. M.A.N. Series Two – 3:41
10. Bicentennal Presentation – 4:48
11. Phase by Phase – 7:38
12. White Bench and Black Bench – 5:34
13. Biking Up The Strand – 2:29
14. Dance at Dawn – 3:59

Durata totale: 64:04
- Brani 1, 2, 8, 9 da Repeat Repeat
- Brani 3, 4, 12, 13, 14 da Trans Harmonic Nights
- Brani 5, 6, 7, 10, 11 da Romance '76